# Поира (Сондрио)
Поира је насеље у Италији у округу Сондрио, региону Ломбардија.
Према процени из 2011. у насељу је живело 129 становника. Насеље се налази на надморској висини од 287 м.